# Eldritch Horror: Mountains of Madness
Mountains of Madness är den andra expansionen till Eldritch Horror. Den är skapad av Nikki Valens och gavs ut 2014 av Fantasy Flight Games. Expansionen innehåller nya mysterier, utforskningmöten mm för Ithaqua, Vindvandraren och De Äldre väsendenas uppgång. Expansionen innehåller också ett extra spelbräde för Antarktis och möteskort för dess olika platser. Detta spelbräde nås genom platsen Antarktis på grundspelets bräde alternativt genom att spendera två framgångsslag vid handlingen förvärva tillgångar.

## Äldre gudar

### Ithaqua
Ithaqua, Vindvandraren, hotar världen med en ny istid. Ett av de väsentliga hoten när utredarna spelar mot denna äldre gud är nerkylningseffekten som vid varje räkenskap från ett mytologi-kort drabbar alla utredare som inte redan har det tillståndet eller spenderar en fokusmarkör.

### De Äldre väsendenas uppgång
De Äldre väsendenas uppgång. För denna äldre Gud används extrabrädet för Antarktis.

## Nya inslag

### Preludie-kort
Ett preludie-kort dras innan varje spelomgång och påverkar hur spelet sätts upp för större variation från gång till gång.

### Äventyr
Äventyren ger utredarna möjlighet gå igenom en separat historia som kan ge olika fördelar. I den här expansionen utspelar sig äventyret på Antarktis-brädet och följer i spåren av en expedition till Antarktis från Miskatonic University i Arkham.

### Fokus-handling
Fokus-handlingen tillåter en utredare att ta en fokus-markör som framförallt kan användas för att slå om tärningar vid test. I denna expansion tillåter den också utredarna undvika Ithaquas nedkylningseffekt.

### Monster med motståndskraft
Monster med motståndskraft kan stå emot fysiska eller magiska attacker. Mot monster med fysisk motståndskraft kan man bara använda bonusar från magiska föremål eller besvärjelser. För de med magisk motståndskraft gäller det omvända, dvs att man inte får applicera bonusar från magiska föremål eller besvärjelser.

### Unika tillgångar
En unik tillgång är dubbelsidig på samma sätt som till exempel besvärjelser. Bland dem finns t.ex. uppdragskort och skattkartor som får vändas när man når en slumpmässigt utvald plats och kort man kan samla markörer på och som vanligtvis ger en variabel effekt beroende på hur många markörer man samlat när man vänder kortet.

### Avancera det aktiva mysteriet
Denna mekanism tillåter utredarna att föra det aktiva mysteriet ett steg framåt. De kan till exempel vara en belöning för utredarna när de klarat av ett steg i ett äventyr eller som en effekt av en unik tillgång. I praktiken yttrar sig mekanismen som att utredarna får utföra ett av de steg som för mysteriet framåt, t.ex. genom att placera en markör på mysteriet eller genom att tillfoga ett episkt monster relaterat till mysteriet två poäng skada.